# Glenn Brown
Pour les articles homonymes, voir Glenn Brown (architecte) et Brown.
Glenn Brown est un peintre, sculpteur et graveur britannique né à Hexham (Angleterre) en 1966. 
Il a été nommé pour le prix Turner en 2000. Ses peintures sont célèbres pour leur qualité sculpturale et leurs textures savantes imitant les coups de brosse, ainsi que des références à la peinture classique dont il s'inspire, par exemple pour Christina of Denmark (2008).

## Biographie

Quelques œuvres
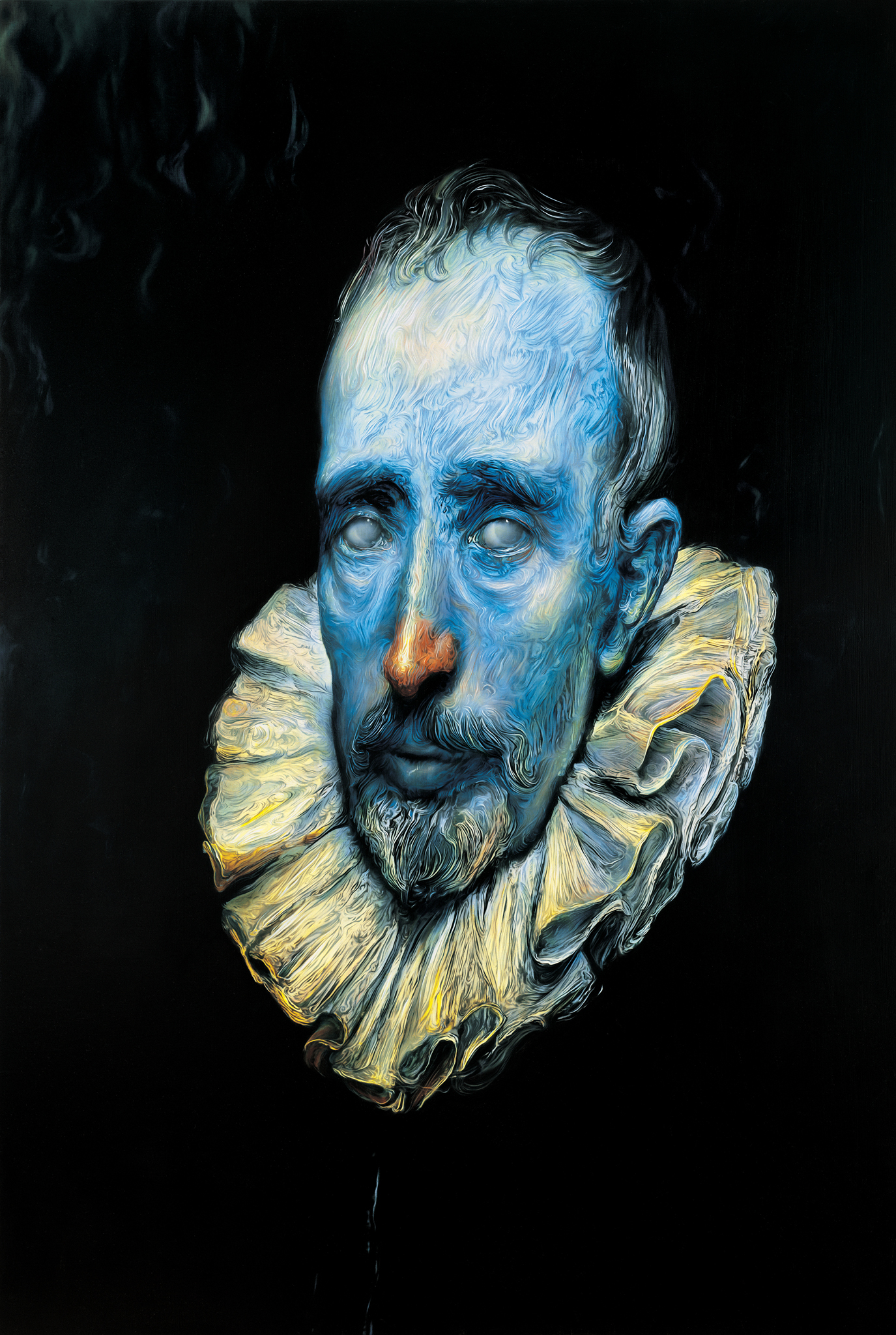
Sex, peinture (2003).
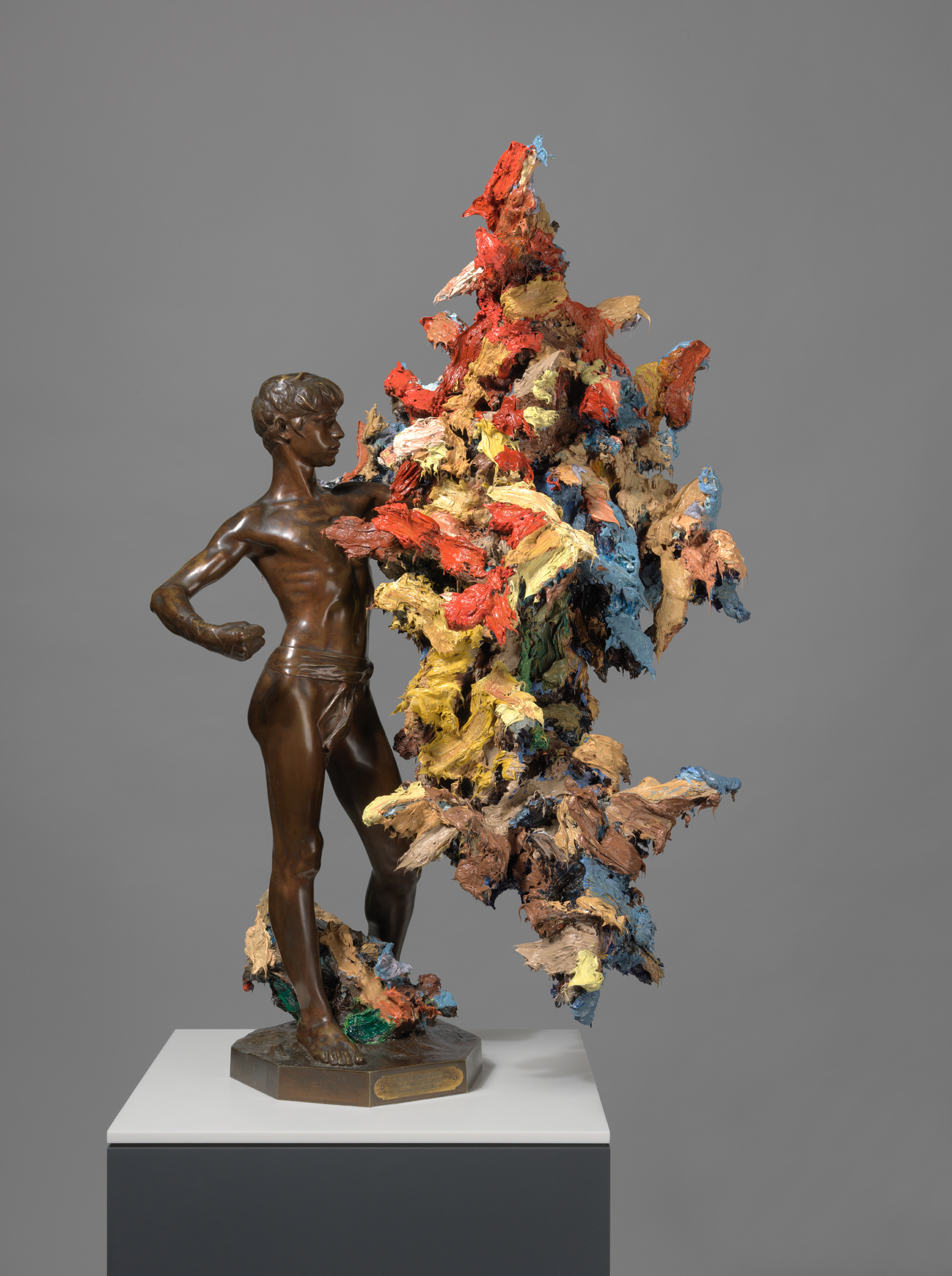
American Sublime, sculpture (2017).
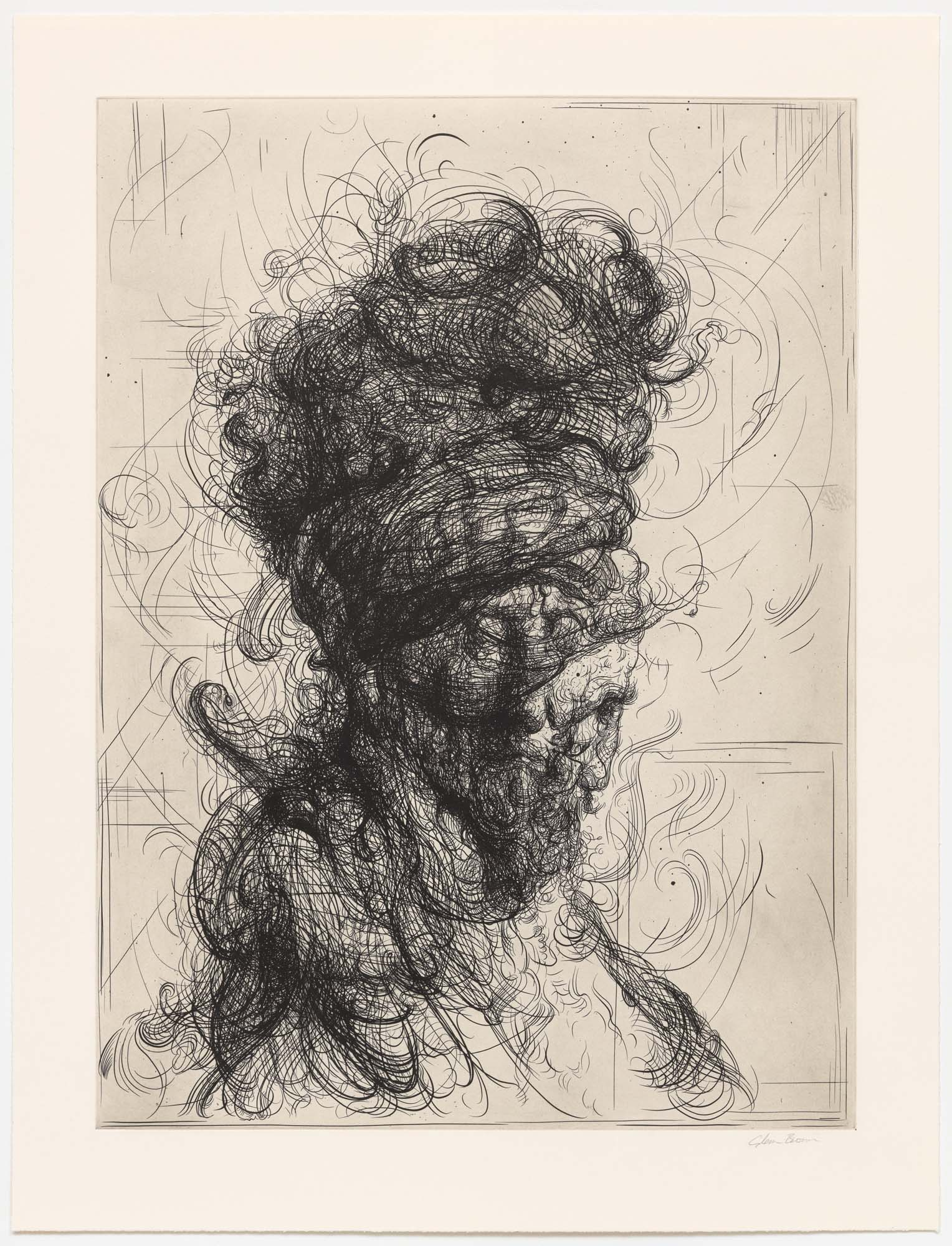
Half-Life (after Rembrandt) 1, eau-forte (2016).

## Expositions
- Suffer Well, Fondation Vincent van Gogh, Arles, 14 mai-11 septembre 2016